# Mazzorbo
Mazzorbo je otok od 0.52 km² u Venecijanskoj laguni 
istočno od Burana, s kojim je povezan mostom.
Na otoku se nalazi nogometno igralište i groblje Burana te stambena naselja.

## Povijest
Za antike je bio znan kao Maiurbium, možda se zvao Magna Urbs (najveći 
grad). Kao i sva ostala otočka naselja u laguni i Maiurbium je 
nastao zbog bijega stanovnika iz gradova na kopnu, izazvanog učestalim provalama 
barbarskih plemena, osobito nakon 640. godine i razaranja Altina od strane 
Langobarda .
U svojim ranim danima otok je uživao pogodnosti zbog blizine Torcella, 
tada zvanog emporion mega (veliko trgovište) lagune. Mazzorbo se tada mogao 
dičiti svojim bogatim palačama i crkvama, kojih je možda bilo i više od petnaest. Pored 
toga Mazzorbo je iamo i nekoliko samostana: Santa Eufemia, Santa Maria Valverde, 
San Maffia, Santa Maria delle Grazie, Santa Caterini.
Mazzorbo je svoj vrhunac dosegao u 10. stoljeću, nakon toga počeo je 
stagnirati i opadati na račun obližnje Venecije. Vremenom je postao 
seljački otok, te otok za razbibrigu i ladanje mletačkih plemića. 
Od starog Mazzorba danas gotovo da i nema tragova, osim crkve Sv. Katarine, 
sagrađene između 1283. i 1291., njezin zvonik iz 1318. je najstariji u 
Venecijanskoj laguni.
Danas je Mazzorbo poznat po svojim vinogradima i povrću, te šareno obojanim kućama 
poput susjednog Burana.